# エドゥアルト・フォン・パール
エドゥアルト・フォン・パール（ドイツ語: Eduard Graf von Paar, 1837年12月5日 - 1919年2月1日）は、オーストリア＝ハンガリー帝国の軍人。上級大将。伯爵。ウィーン生まれ。
長きにわたり、皇帝フランツ・ヨーゼフ1世の侍従武官を務め、サラエヴォ事件の折、彼が皇帝にそのことを伝えると、老帝は「神は挑戦を受くることなし」と言ったという。
1916年の暮れにさしかかった頃フランツ・ヨーゼフ1世が崩御すると、新たに皇帝に即位したカール1世は、間もなく若い人材を登用・任命し始め、1917年1月、パールは職を辞して隠退した。

## ギャラリー
|                                                 |  |
| 皇帝フランツ・ヨーゼフ1世と馬車に同乗するパール |  |